# Teileinheit
Eine Teileinheit (kurz: TE; englisch sub-subunit) ist Teil einer militärischen Einheit.

## Beispiele
Typische Beispiele sind der Trupp, die Gruppe und der Zug. Teileinheiten können wiederum weitere Teileinheiten unterstehen. So zum Beispiel bestehen Züge meist aus mehreren Gruppen und/oder Trupps. Führer einer Teileinheit haben keine Disziplinarbefugnis.
|  |  |  |
|  |  |  |

|  |  |  |
|  |  |  |

|  |  |  |
|  |  |  |

|  |  |  |
|  |  |  |

Anmerkung
Heer (Army)
Luftwaffe (Air Force)

## Teileinheitsführer
Der Teileinheitsführer (TEFhr) führt eine militärische Teileinheit. In der mündlichen Kurzform werden sie meist als TE-Führer bezeichnet. Sie sind auch für die Vollzähligkeit, Vollständigkeit und Einsatzbereitschaft des Materials ihrer Teileinheit zuständig.
Die Führer der Teileinheiten, die der Einheit direkt unterstellt sind, unterstehen dem Einheitsführer unmittelbar. Sind einer Teileinheit weitere Teileinheiten unterstellt, so unterstehen deren Führer der Organisationsstruktur entsprechend jeweils dem übergeordneten Teileinheitsführer unmittelbar; die disziplinaren Unterstellungsverhältnisse bleiben dadurch unberührt.